# Dereck Brain
Dereck Hayden Brain (ur. 26 lipca 1936 w Salisbury) – rodezyjski hokeista na trawie, olimpijczyk.
Uczestnik Letnich Igrzysk Olimpijskich 1964, na których reprezentował Rodezję Południową (późniejsze Zimbabwe) w zawodach hokeja na trawie. Zagrał jako bramkarz w pięciu z sześciu spotkań fazy grupowej. Były to kolejno mecze przeciwko reprezentacjom: Kenii (0–0), Australii (0–3), Pakistanu (0–6), Japonii (1–2) i Nowej Zelandii (2–1). 
W pojedynku z drużyną australijską, około 20 minut przed końcem rywalizacji, doznał wstrząśnienia mózgu po jednej z akcji ofensywnych rywali. Na jego pozycję wszedł zawodnik z pola – John McPhun, który zastąpił Braina także w następnym spotkaniu przeciwko Wielkiej Brytanii (1–4). Drużyna Rodezji zajęła 6. miejsce w grupie, a w końcowym zestawieniu 11. pozycję ex aequo z Belgią (na 15 startujących reprezentacji).